# افتح بأمان
افتح بأمان هي عبارة عن واجهة لسجلات مرضى NHS ، و التي تمكن الباحثين الطبيين من تحليلها احصائيا . في البداية ، تم استخدامها لتحليل عوامل الخطر المرتبطة بالوفيات الناجمة عن فايروس كورونا كوفيد-19 في مستشفيات المملكة المتحدة.  و هذا مهم لا مجموعة البيانات كبيرة بشكل خاص، حيث انها تغطي ما يقارب 58 مليون مريض .  و في عام 2023، أعلنت هيئة الخدمات الصحية الوطنية انها ستوسع نطاق الاستخدام لمنصة افتح بأمان للمساعدة في دفع عجلة التقدم المنقذ للحياة للأمراض الرئيسية الأخرى.
تتفاعل المنصة مع قاعدة بيانات آمنة لسجلات الرعاية الصحية الأولية مجهولة المصدر ، ولا يمكن للباحثين سوى الاطلاع على النتائج المجمعة. يتيح هذا للباحثين الوصول إلى مجموعة كبيرة من البيانات اللازمة لتحديد عوامل الخطر المحتملة دون المخاطرة بكشف معلومات المريض الشخصية.

## روابط خارجية
- OpenSAFELY – الموقع الرسمي

افتح بأمان هي عبارة عن واجهة لسجلات مرضى NHS ، و التي تمكن الباحثين الطبيين من تحليلها احصائيا . في البداية ، تم استخدامها لتحليل عوامل الخطر المرتبطة بالوفيات الناجمة عن فايروس كورونا كوفيد-19 في مستشفيات المملكة المتحدة.  و هذا مهم لا مجموعة البيانات كبيرة بشكل خاص، حيث انها تغطي ما يقارب 58 مليون مريض .  و في عام 2023، أعلنت هيئة الخدمات الصحية الوطنية انها ستوسع نطاق الاستخدام لمنصة افتح بأمان للمساعدة في دفع عجلة التقدم المنقذ للحياة للأمراض الرئيسية الأخرى. تتفاعل المنصة مع قاعدة بيانات آمنة لسجلات الرعاية الصحية الأولية مجهولة المصدر ، ولا يمكن للباحثين سوى الاطلاع على النتائج المجمعة. يتيح هذا للباحثين الوصول إلى مجموعة كبيرة من البيانات اللازمة لتحديد عوامل الخطر المحتملة دون المخاطرة بكشف معلومات المريض الشخصية.== مراجع ==.mw-parser-output .reflist{margin-bottom:0.5em;list-style-type:decimal}@media screen{.mw-parser-output .reflist{font-size:90%}}.mw-parser-output .reflist .references{font-size:100%;margin-bottom:0;list-style-type:inherit}.mw-parser-output .reflist-columns-2{column-width:30em}.mw-parser-output .reflist-columns-3{column-width:25em}.mw-parser-output .reflist-columns{margin-top:0.3em}.mw-parser-output .reflist-columns ol{margin-top:0}.mw-parser-output .reflist-columns li{page-break-inside:avoid;break-inside:avoid-column}.mw-parser-output .reflist-upper-alpha{list-style-type:upper-alpha}.mw-parser-output .reflist-upper-roman{list-style-type:upper-roman}.mw-parser-output .reflist-lower-alpha{list-style-type:lower-alpha}.mw-parser-output .reflist-lower-greek{list-style-type:lower-greek}.mw-parser-output .reflist-lower-roman{list-style-type:lower-roman}== روابط خارجية ==* OpenSAFELY – الموقع الرسمي